# 藤原定長
藤原 定長（ふじわら の さだなが）は、平安時代後期から鎌倉時代初期にかけての公卿。藤原北家勧修寺流、権右中弁・藤原光房の五男。官位は正三位・参議。霊山と号す。

## 経歴
諸国の国司を経た後、勧修寺流の子弟の常として実務官僚としての実績を積み、後白河院の信任を得て三事兼帯を果たす。これは兄の吉田経房・九条光長と並ぶ栄誉であり、三兄弟としてのそれは古今に類例のないことと賞賛された（『山槐記』元暦元年9月18日条）。
後白河院の傍にあって実質的に院伝奏の任に当たり、特に文治年間には頻繁に鎌倉幕府との連絡役を務めていたことが『吾妻鏡』にも記録されている。文治5年（1189年）7月に参議に任ぜられ、建久6年（1195年）1月には正三位に昇るが、同年11月に薨去。享年47。
文治3年（1186年）には造東大寺長官に任じ、東大寺の復興事業にも携わっている。また日記として『山丞記』を残している。

## 系譜
- 父：藤原光房（1109-1154）
- 母：藤原為忠の娘
- 妻：不詳
  - 男子：藤原清長